# Station Policzna
Station Policzna is een spoorwegstation in de Poolse plaats Policzna.